# R4計画
R4計画 (英語:Plan R 4) は、第二次世界大戦時にイギリスが立案した、中立国ノルウェーへの侵攻計画である。ナチス・ドイツへの鉄鉱石の輸送を妨害することを目的としており、1940年4月に実行予定であった。

## 背景
ドイツは国内で十分な量の鉄鉱石を産出しなかった。平時にはフランスのロレーヌ地域圏の鉱山から輸入していたが、1939年9月以降は輸入できなくなった。そのため、別の産出国スウェーデンが重要な供給地となった。スウェーデンからの鉄鉱石は夏季はバルト海の北部、ボスニア湾にあるルレオから船で運ばれた。だが、冬季は凍結するため、毎年数ヶ月は鉄鉱石の大部分は鉄道で不凍港であるノルウェーのナルヴィクまで運ばれていた。唯一の別ルートには、ストックホルムの南のオクレースンドまで鉄道で運ぶというものがあった。だが、イギリスの情報によると、このルートではドイツが必要とする量の5分の1しか運べないということであった。
連合国にとって、輸送を妨害しドイツの産業に打撃を与えることは非常に重要なことであったが、ナルヴィクからの輸送ルートは大半がノルウェー領海内を通るため、ノルウェーの中立を侵害しない限り、イギリスによる妨害は困難であった。

## 経緯
スウェーデンの鉄鉱山やノルウェーの港を占領する足がかりとして、連合国は冬戦争を口実にすることを計画した。まずソビエト連邦の侵略を受けたフィンランドを援助するためと称して、ノルウェーとスウェーデンからフィンランドへ向かう部隊の通行許可を得る。そして、その部隊が港と鉱山を支配下に置き、それを既成事実化するというものであった。連合国やドイツによる占領や領内での戦争の危機を察し、ノルウェーとスウェーデンは通過要求を拒否した。
他方、ドイツも連合国の脅威を感じ、重要な鉄鉱石の輸送ルートを守るためにノルウェー侵攻計画を立てていた。1940年2月16日のアルトマルク号事件はアドルフ・ヒトラーに、連合国はノルウェーの中立を尊重する気がないと思わせた。そして、ヒトラーは侵攻計画を急がせた。
スカンディナヴィア諸国が連合国軍の領内通行を拒絶した為、フィンランド救援を部隊移動の口実とする当初の計画は実行できなくなった。それにもかかわらず、3月12日に連合国は半平和的な侵攻を試みることを決定した。ノルウェーに上陸した部隊はスウェーデンの鉱山占領に向かうが、大規模な軍事的抵抗にあったときは占領はあきらめるというものであった。だが、3月12日当日にフィンランドはソ連と講和したため、この案もまた断念された。
ドイツは部分的に連合国の計画を知っていた。ドイツが傍受した通信は、輸送部隊が準備されたが数日後には計画が断念されたことを示していた。だが、遅かれ早かれ連合国による侵攻は行われるとヒトラーは思っていたためにドイツ国防軍による侵攻計画は続けられた。そして、実際の計画を知っていたわけではなかったが、ヒトラーは正しかった。ドイツ軍によるノルウェー攻撃（ヴェーザー演習作戦）の実施日は4月9日と決められた。

## イギリスの侵攻計画
侵攻計画はウィルフレッド作戦とR4計画からなっていた。
ウィルフレッド作戦はノルウェー領海に機雷を敷設するもので、ノルウェーの中立を侵すものであった。実施日は4月5日であったが、遅れて4月8日となった。機雷敷設は、鉄鉱石を運ぶ船がイギリスによる攻撃が可能なノルウェー領海外を航行せざるを得なくするものであった。
この作戦に対してはドイツ軍の反応が期待された。ドイツ軍の反応、すなわちノルウェーへの上陸かその意図を見せることがあればすぐにイギリス軍はノルウェーに上陸する。ナルヴィクには1800名が上陸し、トロンハイムやベルゲンも占領する予定であった。
兵員を乗せた最初の船は機雷敷設の数時間後に出港する予定であった。4月8日、巡洋戦艦「レナウン」に支援されたイギリス海軍部隊はノルウェー領海内に機雷を敷設した。しかし、ドイツ軍のノルウェー侵攻が明かになるとR4計画は中止され、輸送船に乗船済みの地上部隊は、港で下船することになった。

## ドイツ軍のノルウェー侵攻に対する対応
R4計画での上陸は前提として抵抗を受けることなく進駐するもので、ドイツ軍が占拠しているナルビク、ベルゲン、トロンハイムへの直接の敵前上陸を意図したものではなかったし、部隊はそのような装備や訓練を欠いていた。4月9日にノルウェー政府の救援要請を受けて、イギリス・フランスはR4計画に充当する予定の部隊を4月12日にナルヴィクへ送ったがこれはR4計画とは、別の作戦計画に基づいたものである。